# Joshua Bowman
 (septembre 2011).
Si vous disposez d'ouvrages ou d'articles de référence ou si vous connaissez des sites web de qualité traitant du thème abordé ici, merci de compléter l'article en donnant les références utiles à sa vérifiabilité et en les liant à la section « Notes et références ».
Pour les articles homonymes, voir Bowman.
Joshua Tobias Bowman, est un acteur anglais, né le 4 mars 1988 à Windsor and Maidenhead, dans le comté Berkshire en Angleterre.
Il est surtout connu pour son rôle de Daniel Grayson dans la série Revenge.

## Biographie
Joshua Bowman est né le 4 mars 1988, à Windsor and Maidenhead, dans le comté Berkshire en Angleterre.  Son père est un juif russe et sa mère est anglaise et irlandaise, avec des origines italiennes. Il a une sœur, Scarlett Bowman, elle aussi actrice.
Il a fait ses études au Wellington College. Il a étudié l'acting à Lee Strasberg Institute, New York.
Joshua parle le français et l'espagnol. Il voulait être rugbyman professionnel, mais il s'est disloqué l'épaule deux fois, ce qui l'a empêché de jouer.

### Vie privée
Il a été en couple avec l'actrice Cassie Scerbo. En 2009, il eut une brève relation avec Amy Winehouse puis avec Miley Cyrus en 2011. 
Il est en couple avec Emily VanCamp depuis le 28 octobre 2011, rencontrée sur le tournage de la série Revenge, série diffusée entre le 21 septembre 2011 et le 10 mai 2015 sur le réseau ABC. Ils se fiancent début mai 2017 puis se marient le 15 décembre 2018 aux Bahamas. Ils ont accueilli leur premier enfant, une fille prénommée Iris le 26 août 2021. Ils ont accueilli leur deuxième enfant, une fille prénommée Rio le 12 mars 2024. 

## Carrière
Joshua Bowman fait ses premiers pas à la télévision en 2007 dans la série Génial Génie. Il débute au cinéma en 2010, dans Night Wolf. 
En 2011, il rejoint dans la saison 2 de Championnes à tout prix. Puis il se fait connaître du grand public dans la série Revenge, où il joue le rôle de Daniel Grayson au côté d'Emily VanCamp de 2011 à 2014. 
En 2016, il est à l'affiche de Level Up.
En 2017, il est à l'affiche de Time After Time, aux côtés de Freddie Stroma et Genesis Rodriguez. Il y incarne John Stevenson / Jack l'Éventreur.

## Filmographie

### Cinéma

#### Longs métrages
- 2010 : Night Wolf (13 Hrs) de Jonathan Glendening : Doug Walker
- 2010 : Prowl de Patrik Syversen : Peter
- 2011 : Love's Kitchen de James Hacking : Roberto Alesandro
- 2011 : Exteriors de Marie Kristiansen et Patrik Syversen : Adam
- 2011 : The Last Keepers de Maggie Greenwald : Taylor
- 2012 : Mademoiselle Détective (So Undercover) de Tom Vaughan : Nicolas Dexter
- 2016 : Under Control (Level Up) d'Adam Randall : Matt
- 2021 : The Desperate Hour (Lakewood) de Phillip Noyce : un policier
- 2023 : Miranda's Victim de Michelle Danner : Charles

### Télévision

#### Séries télévisées
- 2007 : Génial Génie (Genie in the House) : Dimitri
- 2009 : Myths : Zeus
- 2009 - 2010 : Holby City : Scott James
- 2011 : Championnes à tout prix (Make It or Break It) : Max
- 2011 - 2015 : Revenge : Daniel Grayson
- 2017 : Time After Time : John Stevenson / Jack l'Éventreur
- 2018 : Doctor Who : Krasko
- 2018 : Mythes et Croyances (Lore) : Jack Parsons
- 2020 : Molly, une femme au combat (Our Girl) : Dr. Antonio

#### Téléfilms
- 2010 : Betwixt : Luke